# Сказка старого дуба
«Сказка старого дуба» — советский рисованный мультипликационный фильм, который создала режиссёр Ольга Ходатаева в 1948 году на киностудии «Союзмультфильм».
Об отношении человека к природе.

## Сюжет
Не так давно в здешних краях жил мальчишка Макарка. Однажды после того, как его бабушка уехала в город, Макарка разгулялся и начал ломать деревья, сбивать гнезда с птенцами, вырезать на стволе дерева своё имя. Старый дуб сделал ему замечание: разве так можно? На это наглец Макарка дерзко сказал, что ничего страшного. Тогда разгневанные деревья и птицы решили проучить негодного мальчика, и началось такое, от чего хулигану поневоле пришлось задуматься и просить прощения…

## Создатели
| Сценарий                  | Н. Копьевский и Д. Малинский                                                              |
| Режиссёр                  | Ольга Ходатаева                                                                           |
| Художник-постановщик      | Пётр Носов                                                                                |
| Композитор                | Юрий Никольский                                                                           |
| Оператор                  | Михаил Друян                                                                              |
| Звукооператор             | С. Ренский                                                                                |
| Ассистент художника       | Ирина Курапова                                                                            |
| Художники-мультипликаторы | Владимир Данилевич, Игорь Подгорский, Лев Попов, Евгений Трунов, Иосиф Старюк, Борис Чани |
| Художники-фоновщики       | Дмитрий Анпилов, Галина Невзорова                                                         |
| Технический ассистент     | К. Апестина                                                                               |
| Ассистент по монтажу      | Александра Фирсова                                                                        |

## Музыка
В музыкальное сопровождение мультфильма вставлена оркестровка «Юморески» Петра Ильича Чайковского.

## Переозвучка
В 2001 году мультфильм был отреставрирован и заново переозвучен компаниями ООО «Студия АС» и ООО «Детский сеанс 1». В новой версии была полностью заменена фонограмма, к переозвучиванию привлечены современные актёры, в титрах заменены данные о звукорежиссёре и актёрах озвучивания. Переозвучка была крайне негативно воспринята как большинством телезрителей, так и членами профессионального сообщества. Качество реставрации изображения также иногда[когда?] подвергается критике[кем?].
Озвучивание:
- Виталий Ованесов
- Татьяна Канаева
- Ирина Маликова
- Александр Котов